# Ségurant, le Chevalier au Dragon

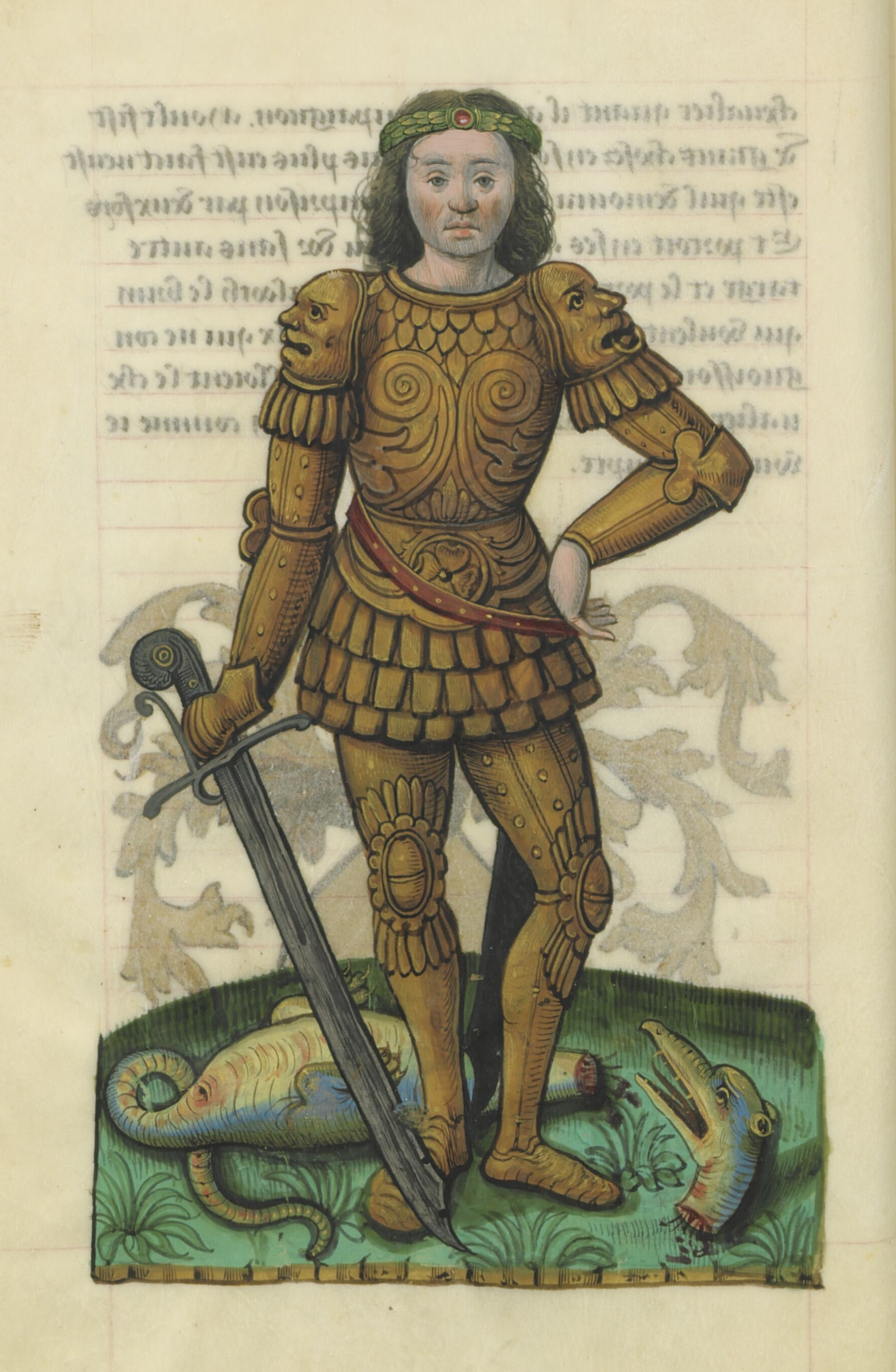
Ségurant und der enthauptete Drache, Abbildung aus einem Wappenbuch Ende des 15. Jh.

Ségurant, le Chevalier au Dragon („Ségurant, der Drachenritter“) ist ein französischer Roman, der im 13. Jahrhundert entstanden und den Artusromanen zuzuordnen ist. Er war lange nicht als vollständiges Manuskript verfügbar. Erst im Jahr 2023 wurde durch den Paläographen Emanuele Arioli eine rekonstruierte Fassung veröffentlicht.

## Entstehung des Romans
Die älteste bekannte Version dieses Romans wurde in den Jahren zwischen 1240 und 1273 in Italien in französischer Sprache verfasst. Mehrere Fortsetzungen und Umschreibungen entstanden zwischen dem Ende des 13. und dem Ende des 15. Jahrhunderts. Auch die Manuskripte stammen aus mehreren Jahrhunderten und wurden in Frankreich, Italien und Flandern hergestellt; einige sind sehr schlicht, andere reich illustriert. Diese sehr erfolgreiche Romansammlung war in Italien, Frankreich, Großbritannien und Spanien weit verbreitet.

## Der Protagonist

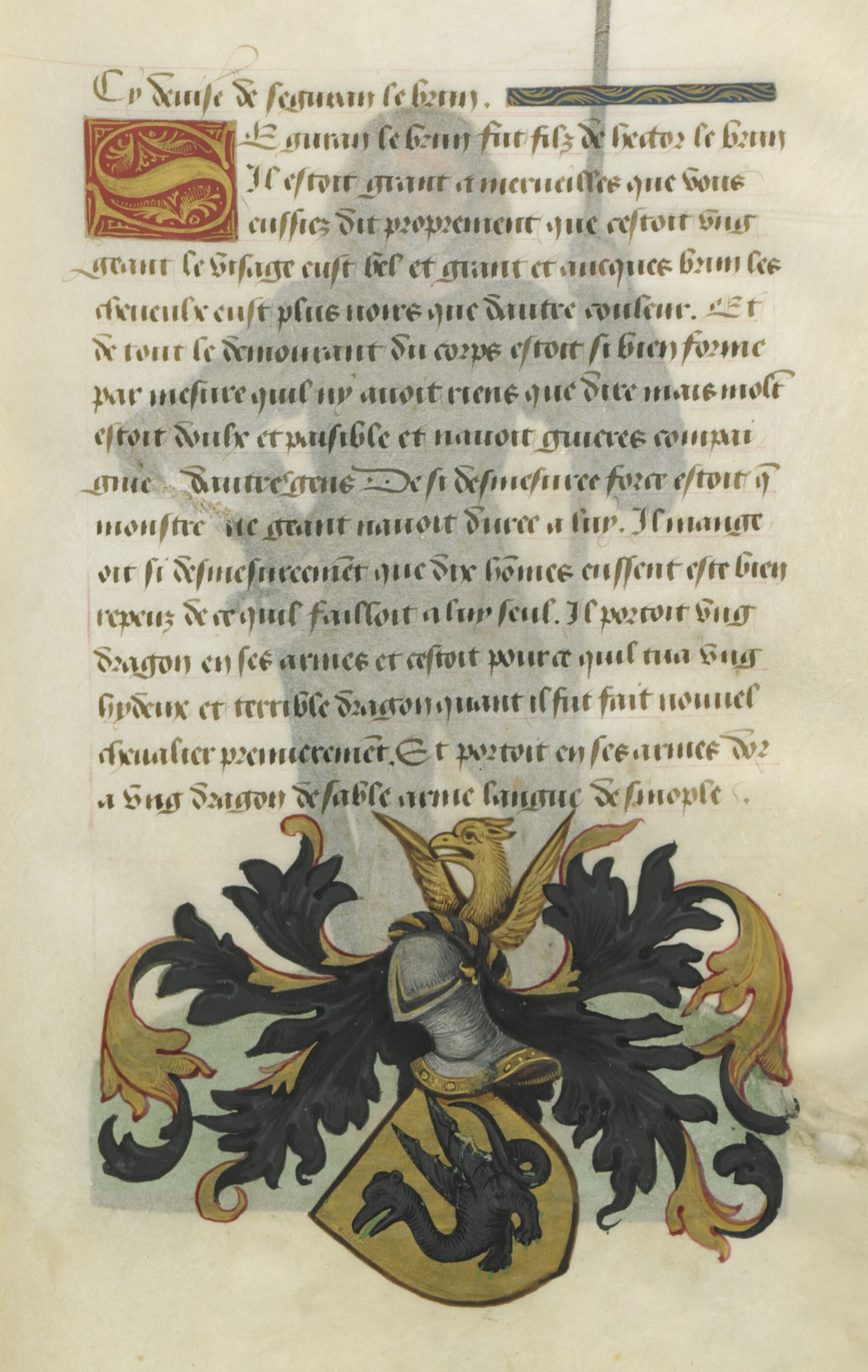
Armorial de la Table ronde: Bibliothèque de l’Arsenal, ms. 4976, folio 6r. Eine kurze Biografie des Helden und sein Wappen.

Die Figur Ségurant wird im Spätmittelalter in den Wappenbüchern der Tafelrunde erwähnt, in denen die Hofritter von König Artus aufgelistet werden, beispielsweise auf dem Folio 2 von Ms. 4976, das auch in der Arsenal-Bibliothek aufbewahrt wird. Auf Folio 6r dieses Armorials wird „Ségurant le Brun, Sohn von Hector le Brun“ als sehr groß, fast ein Riese, beschrieben. Sein Haar war von einem ins Schwarze gehenden Braun. Er hatte ein freundliches Gesicht und einen wohlproportionierten Körper. Er hatte ein sanftes und friedliches Temperament und war eher ein Einzelgänger. Seine Kraft war überwältigend und sein Appetit dementsprechend groß: Er aß wie zehn! Es wird beschrieben, wie er kurz vor seinem Ritterschlag einen „hässlichen und entsetzlichen“ Drachen tötete. Sein Wappen zeigt entsprechend einen schwarzen Drachen mit einer grünen Zunge auf einem goldenen Feld.
Ségurants Geschichte greift viele Orte und Figuren aus den Artussagen auf und orientiert sich besonders an den mittelalterlichen Romanen des Lancelot-Gral-Zyklus und dem Prosa-Tristan.
Sein Name kann mit dem lateinischen Wort „securus“ [beschützt, sicher] in Verbindung gebracht werden, aber auch mit germanischen und nordischen Namen wie Sigurd oder Siegfried, Drachentötern, mit denen Ségurant laut Emanuele Arioli auch in Verbindung steht.

## Die Abenteuer von Ségurant
Der von Emanuele Arioli gefundene Roman beschreibt die Abenteuer von Segurant dem Braunen, dem Sohn von Hektor dem Jüngeren, der auf der Insel Non Sachante geboren wurde, einer wilden Insel, auf der sein Großvater, Galehaut der Braune, und dessen Bruder, Hektor der Braune, auf der Flucht vor Vortigern, dem Usurpator des Throns des mythischen Reichs Loegrie, Schiffbruch erlitten hatten.

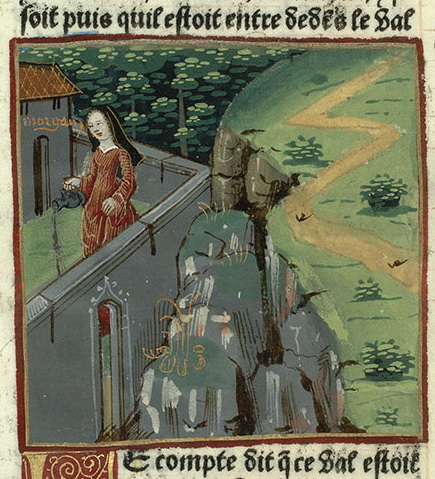
Miniatur, die Morgane zeigt, die ihre Zauber über das Tal ohne Rückkehr verbreitet, aus Lancelot-Graal, ca. 1494, Bibliothèque Mazarine.

Der junge Segurant beweist sich zunächst bei einer Löwenjagd und verlässt dann seine Heimatinsel, nachdem er von seinem Großvater zum Ritter geschlagen worden ist, um seinen Onkel Galehaut herauszufordern, gegen den er in einem Tjost siegt. Sein Ruhm erreicht auch den Hof von König Artus, der ihm zu Ehren ein Turnier in Winchester veranstaltet, bei dem alle Ritter der Tafelrunde seine Heldentaten bewundern können. Doch die Fee Morgane fürchtet, dass der Ritter sie daran hindern könnte, den Thron von Loegrie zu erobern, und lässt während des Turniers einen Drachen erscheinen, der niemand anderes ist als der Teufel selbst, dessen Verfolgung der Held aufnimmt, ohne das Turnier zu beenden. Seine Jagd führt ihn zu vielen Abenteuern, die in verschiedenen Versionen erzählt werden, um schließlich den Drachen zu töten.
Andere Varianten ergänzten die Geschichte des Ritters durch das Eingreifen Morganas: Alle warteten auf die Rückkehr des Helden, bis eine Gesandte Morganas Artur davon überzeugte, dass Segurant nur eine Fata Morgana und ein Geschöpf der Zauberin Sibylle sei. Als Arturs Hof erfährt, dass zweihundert Ritter von der Insel Non Sachant nach dem Helden suchen, überzeugt eine neue Gesandte Morganas die Ritter der Tafelrunde davon, dass es sich um Zauberer handelt, und hält sie so davon ab, sich dieser Suche anzuschließen. Ségurant wird daraufhin in ein Zauberwesen verwandelt und in die Welt der Illusionen verbannt.
Obwohl die Geschichte in der Legendenwelt von König Artus spielt, sucht der Held im Gegensatz zu anderen Artus-Helden nicht nach dem Gral und er zeigt auch kein Interesse an den Regeln der höfischen Liebe, was ihn zu einem untypischen weltlichen Helden machte. Der Roman zeichnet sich auch durch eine komische Dimension aus, die die spätere Entwicklung des Genres hin zur Parodie ankündigt, deren Höhepunkt dann Don Quixote von Miguel de Cervantes darstellt.

## Vergessen und Wiederentdeckung
Die Abenteuer von Ségurant hatten – wie die verschiedenen Versionen belegen, die bis ins 15. Jahrhundert hinein im Umlauf waren – eine gewisse Berühmtheit, bevor sie in Vergessenheit gerieten. Erst Jahrhunderte später wurde die Figur Ségurant in einer Sammlung der französischen Prophéties de Merlin aus den Jahren 1272/73, einer Reihe von politischen Prophezeiungen, die zwischen verschiedenen Episoden der Artuslegende eingestreut sind, wiederentdeckt. Merlins Prophezeiungen wurden von verschiedenen Autoren verfasst und dem Zauberer Merlin zugeschrieben; sie zirkulierten in ganz Europa und waren ein enormer Erfolg. Mitte des 16. Jahrhunderts wurden sie jedoch im Rahmen der Gegenreformation durch die Katholische Kirche auf dem Konzil von Trient auf den Index gesetzt: Studien und Interpretationen wurden untersagt. So gab es keine Neuauflagen oder Bearbeitungen und auch die Inhalte gerieten in Vergessenheit.
Nachdem im Jahr 2010 Fragmente des Romans in einem Manuskript der Prophezeiungen Merlins in der Pariser Bibliothèque de l’Arsenal gefunden worden waren, führte der italienisch-französische Mediävist Emanuele Arioli eine Suche in Bibliotheken und Archiven in ganz Europa durch, um die verbliebenen Fragmente der Abenteuer von Ségurant le Brun, dem Drachenritter, aufzuspüren. In zehn Jahren sammelte er achtundzwanzig Manuskripte in Frankreich, Italien, Deutschland, Belgien, der Schweiz und den USA, die es ihm ermöglichten, diesen vergessenen Roman zu rekonstruieren.
Nachdem Emanuele Arioli den von ihm entdeckten Roman in modernes Französisch übertragen und im Verlag Belles Lettres publiziert hatte, adaptierte er ihn zusammen mit dem Zeichner Emiliano Tanzillo auch als Comic für den Verlag Dargaud. Er veröffentlichte außerdem ein illustriertes Kinderbuch bei Seuil Jeunesse.

## Veröffentlichungen

### Übertragung in modernes Französisch
- Emanuele Arioli: Ségurant, le Chevalier au Dragon. Les Belles Lettres, Paris 2023, ISBN 978-2-251-45453-5 (französisch, lesbelleslettres.com).

### Ausgabe in Altfranzösisch
- Emanuele Arioli: Ségurant ou Le chevalier au dragon. Classiques français du Moyen Âge Auflage. Band I. Honoré Champion, 2019, ISBN 978-2-7453-5053-4, EA19a, S. 404 (französisch).
- Emanuele Arioli: Ségurant ou le chevalier au dragon. Classiques français du Moyen Âge Auflage. Band II. Honoré Champion, 2019, ISBN 978-2-7453-5055-8, EA19b, S. 289 (französisch).

### Adaptationen
- Emanuele Arioli, Comics: Emiliano Tanzillo: Le chevalier au dragon. Dargaud, 2023, ISBN 978-2-505-12016-2, S. 104 (französisch, dargaud.com).
- Emanuele Arioli, Illustrationen:Tanzillo und Alekos: Ségurant, le chevalier au dragon. Seuil jeunesse, 2023, ISBN 979-1-02351877-1 (französisch).